# Alejandro Martinuccio
Hernán Alejandro Martinuccio (Buenos Aires, Argentina, 16 de diciembre de 1987) es un exfutbolista argentino que jugaba de delantero.

## Trayectoria

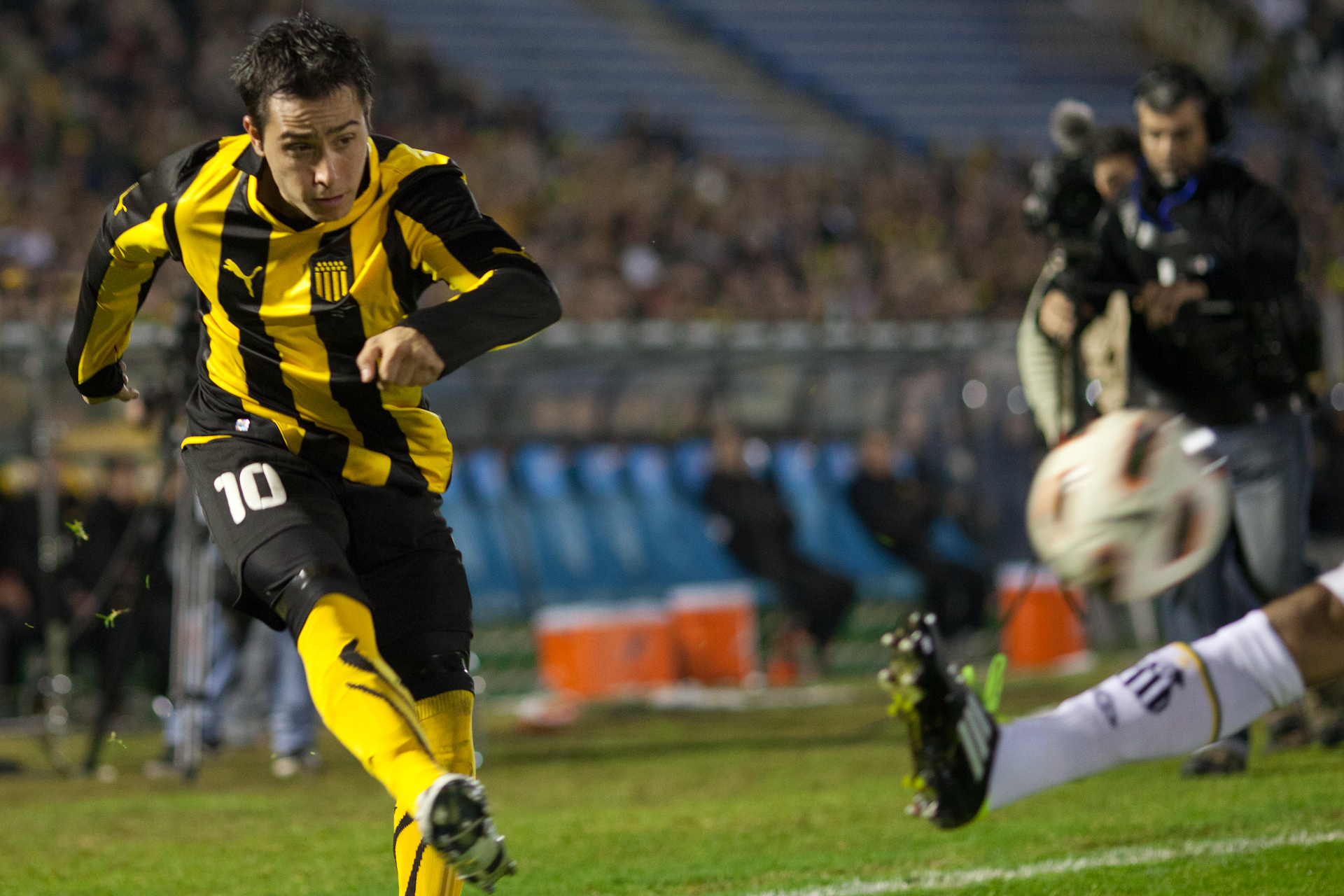
Martinuccio jugando la Final de la Libertadores 2011 con Peñarol.

Martinuccio debutó en el primer equipo de Nueva Chicago en la temporada 2007-08, en la que jugó ocho partidos sin marcar goles. Sin embargo, al año siguiente, marcó nueve goles en nueve partidos, que le valieron la recomendación de Fabián Cesaro a Peñarol, que acordó su transferencia al club en julio de 2009.
En Peñarol debutó el 23 de agosto de 2009 frente a Wanderers y convirtió su primer gol frente a Central Español, culminando la temporada 2009-10 con 8 goles en su haber en 32 partidos disputados. A su vez, logró su primer título, conquistando el Campeonato Uruguayo.
Durante la temporada siguiente se destacó internacionalmente en la Copa Sudamericana 2010 y en la Copa Libertadores 2011, llegando con el equipo uruguayo a la Final de este último torneo, en la que cayó frente al Santos por 1-2. En total disputó 17 partidos internacionales de los 18 que disputó el equipo, siendo titular en 14 de ellos y convirtiendo un gol en la Sudamericana y dos en la Libertadores, incluyendo uno en la victoria por 2-1 frente a Internacional en el estadio Beira-Rio.
En julio de 2011 fue transferido al Fluminense, donde debutó frente al Grêmio, marcando su primer gol contra el Avaí y, tras media temporada, fue cedido al Villarreal CF de la Primera División de España, donde permaneció el resto de la temporada 2011-12, marcando su primer gol en el equipo frente al Real Zaragoza,pero sin poder evitar el descenso del conjunto amarillo. 
En la siguiente temporada comenzó jugando con el Fluminense en el Campeonato Carioca, pero tras una lesión ósea fue cedido nuevamente, esta vez al Cruzeiro. En este equipo debutó frente a Internacional el 29 de septiembre de 2012 y convirtió su primer gol dos semanas después, frente al Corinthians. Tras haber salido campeón del Brasileirao 2013 con Cruzeiro, el préstamo finalizó. 
Volvió a Fluminense y se mantuvo 6 meses. Sin embargo, la dirigencia de Fluminense volvió a cederlo desde julio a diciembre de 2014 al Coritiba.
Integrando las filas del Chapecoense, se convirtió en uno de los jugadores que no viajaron en el famoso Vuelo 2933 de LaMia, cuando el equipo de Chapecó iba a jugar la final de la Copa Sudamericana 2016 frente a Atlético Nacional. El vuelo terminó estrellándose, muriendo la gran mayoría del plantel. Martinuccio se encontraba en medio de una lesión que le impidió realizar el viaje que costó la vida de 71 de 77 pasajeros. Sin embargo, no siguió en el club al ser despedido por un conflicto con el entrenador.
Estuvo 6 meses sin jugar, hasta que decidió volver a la práctica deportiva profesional. En agosto de 2017, luego de no haber pasado las pruebas deportivas en el Lorca FC de España, volvió Argentina para fichar por Nueva Chicago de la Primera B Nacional, segunda división.

## Clubes
| Club                  | País      | Año       | Part. | Goles | Prom. |
| --------------------- | --------- | --------- | ----- | ----- | ----- |
| Nueva Chicago         | Argentina | 2005-2009 | 62    | 12    | 0.19  |
| Peñarol               | Uruguay   | 2009-2011 | 73    | 22    | 0.23  |
| Fluminense            | Brasil    | 2011-2012 | 14    | 8     | 0.07  |
| Villarreal (préstamo) | España    | 2012-2013 | 19    | 1     | 0.08  |
| Cruzeiro (préstamo)   | Brasil    | 2013-2014 | 20    | 14    | 0.2   |
| Coritiba (préstamo)   | Brasil    | 2014      | 15    | 8     | 0.13  |
| Fluminense            | Brasil    | 2015      | 10    | 6     | 0,00  |
| Chapecoense           | Brasil    | 2016-2017 | 14    | 10    | 0.07  |
| Nueva Chicago         | Argentina | 2017      | 7     | 3     | 0.29  |
| Avaí FC               | Brasil    | 2018      | 17    | 2     |       |
| CD Móstoles           | España    | 2018-2020 | -     | -     | -     |
| Boston River          | Uruguay   | 2020-2021 | 28    | 3     |       |
| Colegiales            | Argentina | 2022-2023 | 25    | 5     |       |
| Total                 |           |           | 302   | 123   | 0.18  |

- Actualizado al último partido disputado el 9 de octubre de 2022. Reducido: Colegiales vs Acassuso (1-1. Penales 4-5)

## Palmarés

### Títulos nacionales
| Título                 | Club        | País    | Año     |
| ---------------------- | ----------- | ------- | ------- |
| Campeonato Uruguayo    | Peñarol     | Uruguay | 2009-10 |
| Serie A                | Cruzeiro    | Brasil  | 2013    |
| Campeonato Mineiro     | Cruzeiro    | Brasil  | 2014    |
| Campeonato Catarinense | Chapecoense | Brasil  | 2016    |

### Títulos internacionales
| Título            | Equipo      | País   | Año  |
| ----------------- | ----------- | ------ | ---- |
| Copa Sudamericana | Chapecoense | Brasil | 2016 |

Otros logros:
- Subcampeón de la Copa Libertadores 2011 con Peñarol.
- Subcampeón del Campeonato Mineiro 2013 con Cruzeiro.